# Cancilla strangei
Cancilla strangei är en snäckart som först beskrevs av George French Angas 1867.  Cancilla strangei ingår i släktet Cancilla och familjen Mitridae. Inga underarter finns listade i Catalogue of Life.